# Garvăn
Garvăn – wieś w Rumunii, w okręgu Tulcza, w gminie Jijila. W 2011 roku liczyła 1256 mieszkańców.